# Резня в Дамуре
Резня в Дамуре — массовое убийство ливанцев-христиан, совершённое отрядами просирийской организации Саика и Организации освобождения Палестины и отдельными ливанскими союзниками в ливанском городе Дамуре в январе 1976 года во время штурма этого города и после него.
Началось 20 января 1976 года во время Ливанской гражданской войны. Палестинские отряды Саика («молния») и их союзники из так называемых «Национально-патриотических сил Ливана» блокировали Дамур 9 января 1976 года. В город была перекрыта доставка воды и продуктов питания, кроме того палестинцы запретили Красному Кресту эвакуировать раненых из города, подвергавшегося артиллерийским обстрелам.
Дамур защищало всего 20 бойцов Милиции Тигров Национал-либеральной партии, которым помогало 225 гражданских ополченцев, вооружённых охотничьим оружием.
Жертвами нападения стали от 150 до 582 человек (например, в примечании в одном из источников говорится, что в Дамуре было убито 200 гражданских лиц). Оставшаяся в живых часть населения была эвакуирована морским путём на территорию христианского анклава и в Восточный Бейрут, контролировавшийся христианскими проправительственными милициями.

## Исторический фон

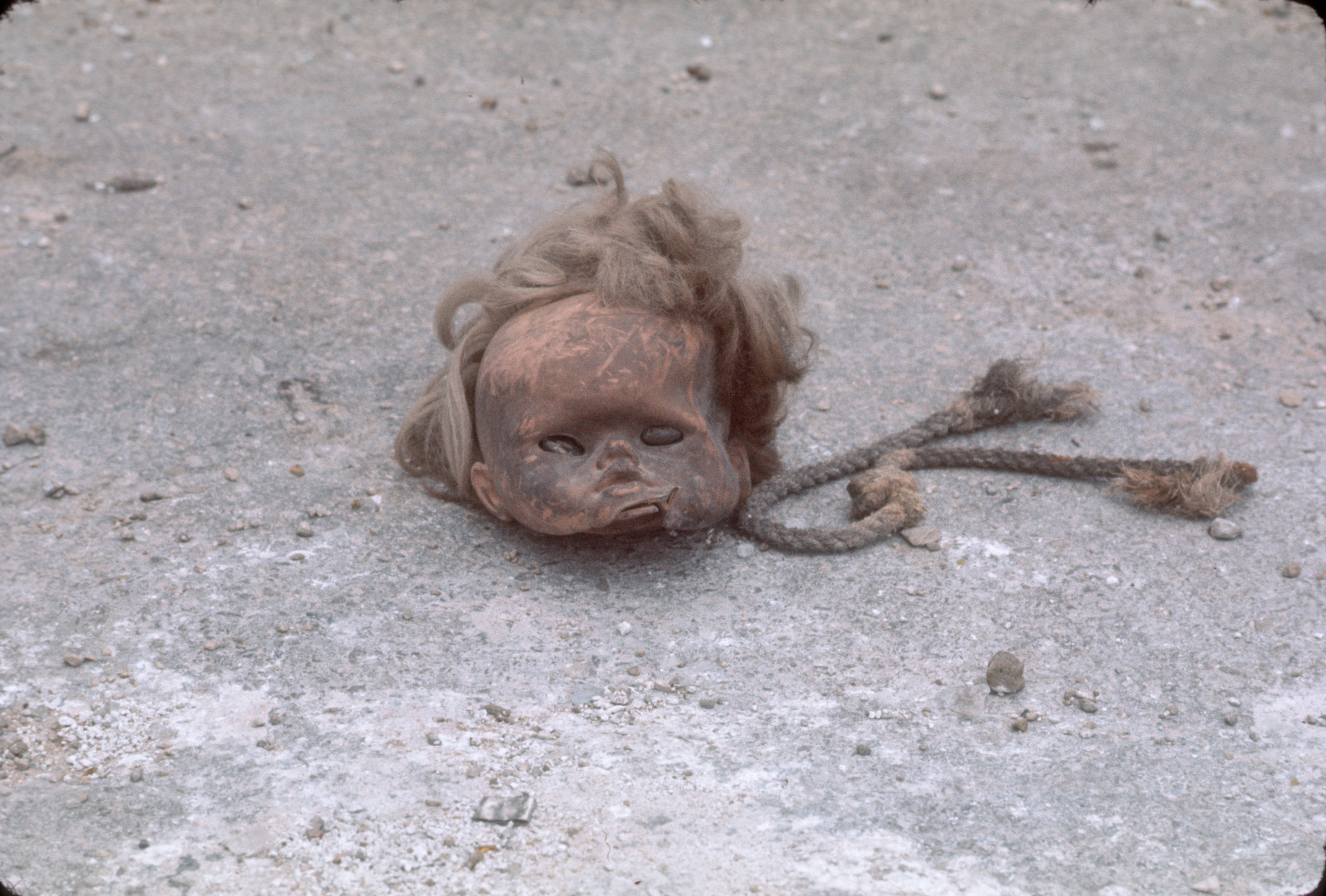
Отрубленная голова куклы в Дамуре (Архив Международный комитет Красного Креста)

Взятие Дамура и резня его жителей стали ответом ООП и ливанских антиправительственных сил на штурм за 2 дня до этого, 18 января 1976 года, христианскими милициями бейрутского района Карантина, в результате которого погибло более 1000 палестинцев, включая мирных жителей. Этот район контролировался палестинскими боевиками и перекрывал доступ из христианских районов Горного Ливана к бейрутскому порту и христианским кварталам Бейрута (это событие известно также как Резня в Карантине. В августе того же года христианские боевики после многодневной осады взяли штурмом палестинский лагерь беженцев Тель аль-Заатар, представлявший собой самую мощную палестинскую военную базу на территории Восточного Бейрута, в ходе и после которого погибло от 2 до 3-х тысяч палестинцев, включая мирных жителей (это событие также известно как Резня в Тель-Заатаре, через месяц после того, как палестинцы и их ливанские союзники 5 июля устроили резню в христианском городе Шекка на северо-западе Ливана (это событие также известно как Резня в Шекке).
Один из источников утверждает, что нападение ООП на Дамур объяснялось тем, что силы христиан-фалангистов в Дамуре, расположенном на основной трассе, связывающей Бейрут и Южный Ливан, мешали сообщению между палестинскими лагерями беженцев в Бейруте и Южным Ливаном, где находилась основная часть палестинского населения.

## События
Согласно свидетельствам очевидцев резня в Дамуре явила собой акт необычайной жестокости, в ходе инцидента палестинскими арабами было осквернено христианское кладбище, сожжена церковь. Свидетели рассказывают, что людям выкалывали глаза и отрубали конечности. В числе боевиков, атаковавших Дамур, находились члены организаций Армия освобождения Палестины, Саика («молния»), ФАТХ, Народный фронт освобождения Палестины. Активную роль в резне сыграли и боевики ливанской суннитской организации Мурабитун. Нападением командовал, по одним данным Абу Муса из организации ФАТХ, по другим — руководитель организации Ас-Сайка Зухейр Мохсен, прозванный после этого «Мясником Дамура».

## Последующие события
В захваченный город были переселены палестинцы из разгромленного фалангистами в августе того же года лагеря Телль-Заатар, забросавшие приехавшего к ним Арафата камнями и гнилыми фруктами. В составе милиции Ливанские силы появилась Дамурская бригада во главе с Маруном Машалаани, бойцы которой мстили палестинцам за убийства христиан, в том числе и резню в Дамуре.